# Tim Roeloffs
Tim Roeloffs (* 1965 in Enschede) ist ein niederländischer Fotokünstler und Kulturbotschafter Berlins. Er beschäftigt sich hauptsächlich mit Fotomontagen.

## Leben und Wirken
Nach seinem Studium arbeitete er als Tennislehrer und reiste unter anderem in die Schweiz, nach Portugal, Spanien, Türkei, Ägypten und Deutschland, wo er sich 1992 in Berlin niederließ. Im selben Jahr trat er der Kunstinitiative des Kunsthauses Tacheles bei und beendete seine Arbeit als Tennislehrer. Er fotografiert seitdem mit einer Nikon FM2 Gebäude, Straßen, Graffiti und Menschen. Anfangs schoss er vor allem Schwarz-weiß-Bilder, die er auf ORWO-Papier abziehen ließ, welches den Bildern einen leichten gelblichen Farbton gab. Etwa ab 1994 begann Roeloffs, mit Fotomontagen zu experimentieren. Die Verwendung von Karton ermöglichte ihm die Dreidimensionalität seiner Arbeiten. Für seine Arbeiten benutzt er heute nicht nur seine eigenen Fotos, sondern auch Bilder aus Magazinen und Zeitungen. Als Werkzeug nutzt er dabei nur eine Schere, ein Schneidegerät und Klebstoff.
Im Herbst 2008 stellte Roeloffs gemeinsam mit dem Modehaus Versace eine Kollektion zusammen, die auf seinen vom Berliner Leben inspirierten Kompositionen basieren. Sie wurden auf dem internationalen Laufsteg in Mailand präsentiert. Im selben Jahr ernannte Klaus Wowereit, damals Bürgermeister von Berlin, Tim Roeloffs zum Kulturbotschafter.

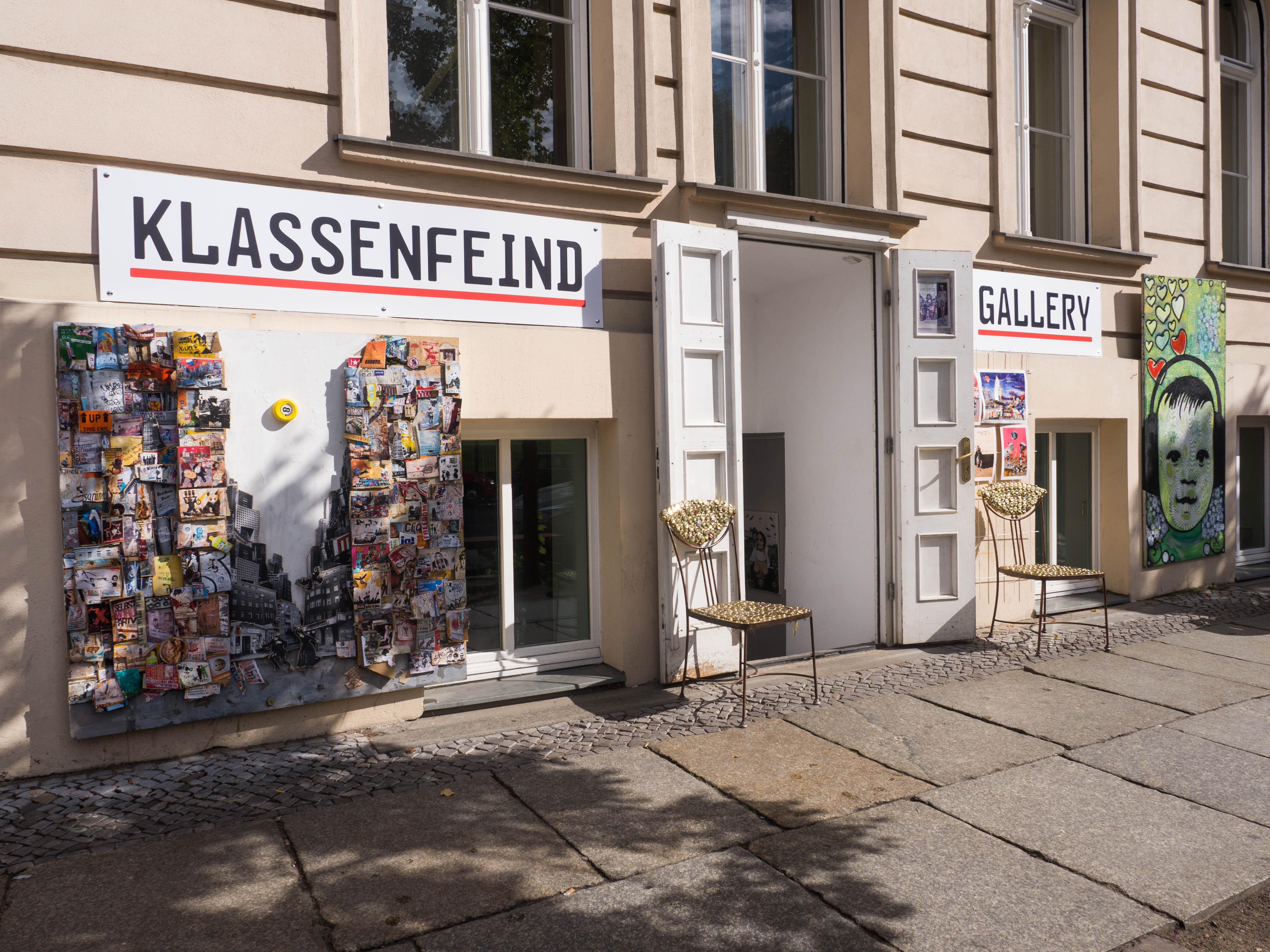
Klassenfeind Gallery

Jochen Hummel lernte Roeloffs im Tacheles Kunsthaus kennen, als die Künstler des Tacheles im September 2012 das Gebäude räumen mussten. Für Jochen Hummel war die Schließung ein wichtiges Motiv dafür, Berlin Affordable Art zu gründen, um den Künstlern eine neue Einrichtung zu bieten. Die Klassenfeind Gallery ist das Resultat einer engen Zusammenarbeit mit Tim Roeloffs. Seine Kunstwerke können in einer permanenten Ausstellung in der Klassenfeind Gallery in der Oranienburger Str. 22 besichtigt werden.